# Освалдо Санчес
Освалдо Санчес е мексикански футболист, вратар и капитан на Сантос Лагуна. Считан за един от най-добрите местни вратари, Санчес е избиран 7 пъти за вратар на годината в Мексико и 2 пъти за футболист на годината в страната. Държи рекорда за най-много мачове в Мексиканската Премиера Дивизион – 701.

## Кариера
Започва кариерата си в Клуб Атлас (Гуадалахара), където на 20 години вече е основен вратар. През 1996 г. дебютира за националния отбор, с който печели Купата на Конкакаф и участва на Олимпийските игри. Същата година преминава в Клуб Америка. Там Освалдо пази 3 години, конкурирайки се с Уго Пинеда. Санчес записва 76 мача, преди да премине във вечния враг на Америка – СД Гуадалахара. Вратарят става любимец на феновете на Гуадалахара, а скоро е избран и за капитан на отбора. Освен това се налага и като неизменна част от националната селекция на Мексико. Освалдо Санчес участва на три световни първенства – през 1998, 2002 и 2006. През 2005 г. е избран за най-добър вратар на Купата на Конфедерациите. През 2006 г. печели първата си титла на Мексико в състава на СД Гуадалахара, побеждавайки в първенството Апертура. В началото на 2007 г. преминава в Сантос Лагуна. С тях печели 2 титли на страната – през 2008 и 2012 (в първенството Клаусура). През сезон 2012/13 става вратар на годината в Шампионската лига на КОНКАКАФ.